# Ashly DelGrosso
Ashly DelGrosso-Costa (Denver, Colorado, 9 de julio de 1982), conocida profesionalmente como Ashly Costa, es una bailarina de salón y coreógrafa estadounidense, conocida por su participación en el programa de televisión de ABC, Dancing with the Stars, en el cual fue bailarina durante las primeras tres temporadas y la temporada 10 en 2010.

## Primeros años
DelGrosso nació en Denver, Colorado. Un autodenominada «Mormona del Condado de Utah», su madre, Kim, copropietaria de un estudio de danza con Alex y Robin Murillo Center Stage Performing Arts Studio en Orem, Utah donde DelGrosso ha trabajado como instructora por seis años.
DelGrosso es la cuarta de ocho hijos. Ella tiene dos hermanos mayores, una hermana mayor y cuatro hermanas menores. Sus cinco hermanas también son bailarinas. Bailó con esas hermanas, Averie Michelle, Afton Skye, Autumn, Amber y Abrea Danielle, como un grupo en el show de resultados de la tercera temporada la semana después de que DelGrosso y su compañero Harry Hamlin fueron eliminados. Afton compitió en la octava temporada de Dancing with the Stars en una competencia de bailarines profesionales para ganar un lugar como profesional en la novena temporada del programa, pero no pasó de la tercera semana de competencia (cuatro semanas en total).

## Carrera

### Carrera temprana
Con Jonathan Gulledge, compañero de baile aficionado, DelGrosso ha ganado varios títulos de Amateur Ten Dance.
DelGrosso se asoció profesionalmente con Rick Robinson, su entrenador desde la edad de once años, en el Circuito Latino Profesional, antes de retirarse poco antes de Dancing with the Stars.
En 2006, DelGrosso fue un personaje invitado de en The Suite Life of Zack and Cody interpretando Lori, una de las parejas de baile profesional. Ella es parte de un DVD titulado Dancing With The Stars: Cardio Dance junto con Kym Johnson y Maksim Chmerkovskiy.

### Dancing with the Stars
DelGrosso fue una de las primeras bailarinas profesionales de Dancing with the Stars, apareciendo en la temporada 1 en 2005, donde fue emparejada con el cantante de New Kids on the Block, Joey McIntyre; ellos llegaron a la semifinal y quedaron en el tercer puesto.
En 2006, para la temporada 2 tuvo como pareja al rapero & empresario Master P; ellos recibieron los puntajes más bajos que se hayan dado en el programa, siendo eliminados en la cuarta semana de la temporada y terminando en el séptimo puesto. Para la temporada 3 ella fue emparejada con el actor Harry Hamlin, siendo la tercera eliminada de la competencia y quedando en el noveno puesto.
Luego de seis temporadas ausente, DelGrosso regresó al programa en la temporada 10, donde fue emparejada con el astronauta Buzz Aldrin. Ellos fueron la segunda pareja eliminada el 6 de abril de 2010, quedando en el décimo puesto.

#### Rendimiento
| Temporada | Pareja        | Puesto | Promedio |
| --------- | ------------- | ------ | -------- |
| 1         | Joey McIntyre | 3.º    | 21.33    |
| 2         | Master P      | 7.º    | 12.50    |
| 3         | Harry Hamlin  | 9.º    | 20.00    |
| 10        | Buzz Aldrin   | 10.º   | 13.00    |

- Temporada 1 con Joey McIntyre

| Semana | Baile / Canción                          | Puntajes de los jueces | Puntajes de los jueces | Puntajes de los jueces | Resultado       |
| Semana | Baile / Canción                          | C. I.                  | L. G.                  | B. T.                  | Resultado       |
| ------ | ---------------------------------------- | ---------------------- | ---------------------- | ---------------------- | --------------- |
| 1      | Chachachá / «Crazy in Love»              | 7                      | 7                      | 6                      | Sin eliminación |
| 2      | Quickstep / «You're the One That I Want» | 8                      | 7                      | 6                      | Salvados        |
| 3      | Jive / «I'm Still Standing»              | 7                      | 7                      | 8                      | Dos últimos     |
| 4      | Samba / «Tequila»                        | 7                      | 6                      | 7                      | Salvados        |
| 4      | Grupo de Vals vienés / «I Got You Babe»  | Sin puntos extras      | Sin puntos extras      | Sin puntos extras      | Salvados        |
| 5      | Foxtrot / «Big Spender»                  | 8                      | 6                      | 6                      | Tercer puesto   |
| 5      | Pasodoble / «Eye of the Tiger»           | 9                      | 8                      | 8                      | Tercer puesto   |

- Temporada 2 con Master P

| Semana | Baile / Canción                                | Puntajes de los jueces | Puntajes de los jueces | Puntajes de los jueces | Resultado   |
| Semana | Baile / Canción                                | C. I.                  | L. G.                  | B. T.                  | Resultado   |
| ------ | ---------------------------------------------- | ---------------------- | ---------------------- | ---------------------- | ----------- |
| 1      | Chachachá / «I Want You Back»                  | 4                      | 4                      | 4                      | Salvados    |
| 2      | Quickstep / «Zoot Suit Riot»                   | 6                      | 5                      | 5                      | Dos últimos |
| 3      | Jive / «Saturday Night's Alright for Fighting» | 6                      | 4                      | 4                      | Salvados    |
| 4      | Pasodoble / «Don't Let Me Be Misunderstood»    | 4                      | 2                      | 2                      | Eliminados  |

- Temporada 3 con Harry Hamlin

| Semana | Baile / Canción                       | Puntajes de los jueces | Puntajes de los jueces | Puntajes de los jueces | Resultado  |
| Semana | Baile / Canción                       | C. I.                  | L. G.                  | B. T.                  | Resultado  |
| ------ | ------------------------------------- | ---------------------- | ---------------------- | ---------------------- | ---------- |
| 1      | Chachachá / «Disco Inferno»           | 5                      | 6                      | 6                      | Salvados   |
| 2      | Quickstep / «Lust for Life»           | 7                      | 7                      | 7                      | Salvados   |
| 3      | Tango / «Santa Maria (del Buen Ayre)» | 7                      | 8                      | 7                      | Eliminados |

- Temporada 10 con Buzz Aldrin

| Semana | Baile / Canción                 | Puntajes de los jueces | Puntajes de los jueces | Puntajes de los jueces | Resultado       |
| Semana | Baile / Canción                 | C. I.                  | L. G.                  | B. T.                  | Resultado       |
| ------ | ------------------------------- | ---------------------- | ---------------------- | ---------------------- | --------------- |
| 1      | Chachachá / «Cupid»             | 5                      | 4                      | 5                      | Sin eliminación |
| 2      | Foxtrot / «Fly Me to the Moon»  | 4                      | 4                      | 4                      | Salvados        |
| 3      | Vals / «What a Wonderful World» | 5                      | 4                      | 4                      | Eliminados      |

## Vida personal
El 21 de octubre de 2006, DelGrosso se casó con Mike Costa, un productor de campo de Dancing with the Stars.
El 20 de febrero de 2007, DelGrosso anunció que ella y su esposo esperaban su primer hijo. Como resultado, no pudo participar en la cuarta temporada de Dancing with the Stars. El 27 de julio de 2007, DelGrosso dio a luz a su hijo Ammon Michael. Nació a las 7:01 a. m. en el Hospital Tobey en Wareham, Massachusetts. El 24 de julio de 2009, DelGrosso dio a luz a su hijo Enoch Daniel a las 6:11 p. m.. El 2 de noviembre de 2011 DelGrosso dio a luz a su hija Naomi. El 20 de diciembre de 2014 DelGrosso dio a luz a su hijo Samuel.
Ashly proviene del mismo estudio de baile que Jaymz Tuaileva, Julianne Hough, Derek Hough, Chelsie Hightower y Jared Murillo.

## Premios
- Campeona, Professional Rising Star Latin - Holiday Dance Classic, Las Vegas, Nevada
- Semifinalista, Campeonato Mundial de Rising Star Latin Profesional
- Finalista, Professional Rising Star Latin - Campeonato de DanceSport de Estados Unidos
- Dos veces campeona, U.S. Youth International Ten Dance
- Campeona, Amateur Ten Dance
- Campeona, U.S. Youth Standard